# 827

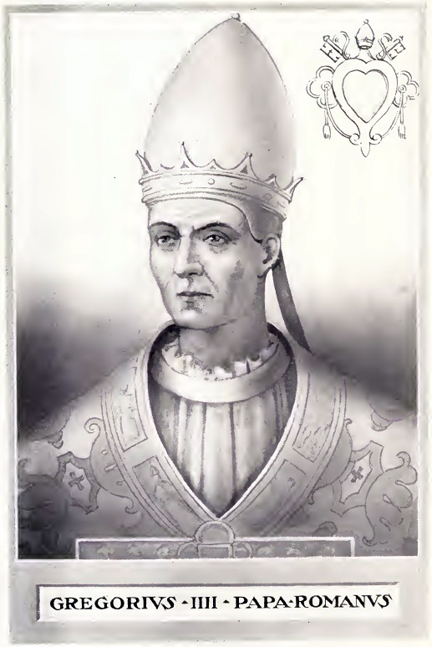
Paus Gregorius IV (827 - 844)

Het jaar 827 is het 27e jaar in de 9e eeuw volgens de christelijke jaartelling.

## Gebeurtenissen

### Europa
- Zomer - Euphemius, Byzantijnse admiraal, doet beroep op emir Ziyadat Allah I van Ifriqiya om hem militair te steunen in de herovering van Malta en Sicilië. Deze stuurt een Arabisch expeditieleger (10.000 man) onder leiding van Asad ibn al-Furat en landt op de Siciliaanse zuidkust nabij Mazara del Vallo.
- Herfst - Beleg van Syracuse: De Arabieren onder leiding van Asad ibn al-Furat belegeren met steun van het opstandige Byzantijnse leger van Euphemius de vestingstad Syracuse.

- Bernhard van Septimanië, Frankische graaf, wordt beloond voor zijn verdediging van Barcelona tegen de Moren. Hij wordt benoemd tot de raadgever van keizer Lodewijk I ("de Vrome") en vooral van zijn vrouw Judith.
- Koning Harald Klak van Denemarken wordt door zijn rivaal Horik I, een zoon van voormalig koning Gudfred, verdreven. Hij vestigt zich opnieuw in de Friese gouw Rüstringen.
- De 21-jarige Lodewijk de Duitser, kleinzoon van Karel de Grote, verslaat de Bulgaren in Pannonië. Hij treedt in het huwelijk met Emma, een zuster van keizerin Judith.

### China
- Keizer Jing Zong wordt aan het hof door een samenzwering van eunuchen vermoord. Hij wordt opgevolgd door zijn 17-jarige broer Wen Zong als heerser van het Chinese Keizerrijk.

### Religie
- 27 augustus - Paus Eugenius II overlijdt na een pontificaat van 3 jaar. Hij wordt opgevolgd door Valentinus, zijn ambtsperiode duurt slechts enkele maanden. Op 16 november - overlijdt hij in Rome.
- november - Paus Gregorius IV wordt gekozen in de Romeinse kerk Santi Cosma e Damiano, voornamelijk op voorspraak van Lodewijk de Vrome, keizer van het Frankische rijk.
- Ansegisus, Frankisch abt, voltooit de Capitularia regum Francorum, een verzameling van wetten uitgevaardigd door Karel de Grote en Lodewijk de Vrome.
- Eerste schriftelijke vermelding van Thaur (huidige Tirol).

## Geboren
- Basileios I, keizer van het Byzantijnse Rijk (overleden 886)
- Cyrillus, Byzantijns aartsbisschop (overleden 869)
- Montoku, keizer van Japan (overleden 858)

## Overleden
- 2 januari - Adalardus (75), Frankisch abt en minister
- 27 augustus - Eugenius II, paus van de Katholieke Kerk
- Guillemundus, Frankisch graaf
- Hildegrim, bisschop van Châlons
- Jing Zong (17), keizer van het Chinese Keizerrijk
- 16 november - Valentinus, paus van de Katholieke Kerk